# برون ام گبیرگه
شهر برون ام گبیرگه (به آلمانی: Brunn am Gebirge) در استان  نیدراسترایش با جمعیت  ۱۰٬۵۷۹  نفر در کشور اتریش واقع شده‌است.